# Coppa CONMEBOL 1992
La Coppa CONMEBOL 1992 è stata la prima edizione del torneo. Alla manifestazione parteciparono 16 squadre, e il vincitore fu l'Atlético Mineiro.

## Formula
Le squadre si affrontano in turni a eliminazione diretta.

## Partecipanti
| Nazione   | Squadra           |
| --------- | ----------------- |
| Argentina | Dep. Español      |
| Argentina | Gimnasia (LP)     |
| Argentina | Vélez Sarsfield   |
| Bolivia   | Oriente Petrolero |
| Brasile   | Atlético Mineiro  |
| Brasile   | Bragantino        |
| Brasile   | Fluminense        |
| Brasile   | Grêmio            |
| Cile      | O'Higgins         |
| Colombia  | Atlético Junior   |
| Ecuador   | El Nacional       |
| Paraguay  | Olimpia           |
| Perù      | Universitario     |
| Uruguay   | Danubio           |
| Uruguay   | Peñarol           |
| Venezuela | Marítimo de V.    |

## Incontri

### Ottavi di finale

#### Andata
| Buenos Aires 5 agosto 1992 | Vélez | 0 – 0 | Deportivo Español |  |

| Arbitro: | Villavicencio |

|                                                                     |           |  |
| Ferreira 3’, 14’, 16’ Valencia 39’ (rig.) Pacheco 43’ Hernández 44’ | Marcatori |  |

| Santa Cruz de la Sierra 5 agosto 1992                             | Oriente Petrolero | 0 – 4                           | Olimpia | Estadio Ramón Tahuichi Aguilera |
| \| \| \| \| \| \| Marcatori \| Sanabria Amarilla Meza González \| |                   |                                 |         |                                 |
|                                                                   |                   |                                 |         |                                 |
|                                                                   | Marcatori         | Sanabria Amarilla Meza González |         |                                 |

| Montevideo 5 agosto 1992 | Danubio    | 0 – 0 | Peñarol | Stadio del Centenario\| Arbitro: \| Cardellino \| |
| Arbitro:                 | Cardellino |       |         |                                                   |

| Rancagua 5 agosto 1992 | O'Higgins | 0 – 0 | Gimnasia La Plata | Estadio El Teniente (6.555 spett.)\| Arbitro: \| Maciel \| |
| Arbitro:               | Maciel    |       |                   |                                                            |

| Lima 5 agosto 1992                                        | Universitario | 1 – 3           | El Nacional |  |
| \| \| \| \| \| Vidales \| Marcatori \| Hurtado , Chalá \| |               |                 |             |  |
|                                                           |               |                 |             |  |
| Vidales                                                   | Marcatori     | Hurtado , Chalá |             |  |

| Bragança Paulista 7 agosto 1992                                                | Bragantino | 2 – 2                 | Grêmio | Estádio Marcelo Stéfani |
| \| \| \| \| \| Mauricinho João Santos \| Marcatori \| Carlos Miguel Luciano \| |            |                       |        |                         |
|                                                                                |            |                       |        |                         |
| Mauricinho João Santos                                                         | Marcatori  | Carlos Miguel Luciano |        |                         |

| Arbitro: | de Oliveira |

|               |           |                   |
| Ézio 75’, 88’ | Marcatori | 19’ Sérgio Araújo |

#### Ritorno
| Buenos Aires 12 agosto 1992                      | Deportivo Español | 2 – 0 | Vélez |  |
| \| \| \| \| \| Parodi Sassone \| Marcatori \| \| |                   |       |       |  |
|                                                  |                   |       |       |  |
| Parodi Sassone                                   | Marcatori         |       |       |  |

| Caracas 12 agosto 1992                       | Marítimo  | 0 – 1      | Junior | Estadio Brígido Iriarte |
| \| \| \| \| \| \| Marcatori \| 55’ Calero \| |           |            |        |                         |
|                                              |           |            |        |                         |
|                                              | Marcatori | 55’ Calero |        |                         |

| Asunción 12 agosto 1992                    | Olimpia   | 1 – 0 | Oriente Petrolero | Estadio Manuel Ferreira |
| \| \| \| \| \| Amarilla \| Marcatori \| \| |           |       |                   |                         |
|                                            |           |       |                   |                         |
| Amarilla                                   | Marcatori |       |                   |                         |

| Arbitro: | Dluzniewski |

|       |                      |        |
| López | Marcatori            | España |
| -     | Tiri di rigore 7 – 6 | -      |

| Arbitro: | Filippi |

|                               |           |  |
| San Esteban 44’ Fernández 80’ | Marcatori |  |

| Quito 12 agosto 1992                                    | El Nacional | 3 – 1 | Universitario | Estadio Olímpico Atahualpa |
| \| \| \| \| \| Chalá , Hurtado \| Marcatori \| Silva \| |             |       |               |                            |
|                                                         |             |       |               |                            |
| Chalá , Hurtado                                         | Marcatori   | Silva |               |                            |

| Porto Alegre 12 agosto 1992                                                           | Grêmio               | 1 – 1   | Bragantino |  |
| \| \| \| \| \| Jandir \| Marcatori \| Alberto \| \| - \| Tiri di rigore 7 – 6 \| - \| |                      |         |            |  |
|                                                                                       |                      |         |            |  |
| Jandir                                                                                | Marcatori            | Alberto |            |  |
| -                                                                                     | Tiri di rigore 7 – 6 | -       |            |  |

| Arbitro: | Tavares |

|                                                 |           |          |
| Moacir 7’, 82’ (rig.) Aílton 55’, 89’ Vônei 75’ | Marcatori | 77’ Bobô |

### Quarti di finale

#### Andata
| Asunción 19 agosto 1992 | Olimpia     | 0 – 0 | Deportivo Español | Manuel Ferreira\| Arbitro: \| de Oliveira \| |
| Arbitro:                | de Oliveira |       |                   |                                              |

| Arbitro: | Biscay |

|         |           |  |
| Mabilia | Marcatori |  |

| Montevideo 19 agosto 1992 | Peñarol | 0 – 0 | Gimnasia La Plata | Centenario (4.000 spett.)\| Arbitro: \| Marín \| |
| Arbitro:                  | Marín   |       |                   |                                                  |

| Arbitro: | Orellana |

|                                |           |                 |
| Méndez 43’ Ferreira 73’ (rig.) | Marcatori | Aílton 45’, 47’ |

#### Ritorno
| Buenos Aires 26 agosto 1992                      | Deportivo Español    | 0 – 0 | Olimpia |  |
| \| \| \| \| \| - \| Tiri di rigore 3 – 4 \| - \| |                      |       |         |  |
|                                                  |                      |       |         |  |
| -                                                | Tiri di rigore 3 – 4 | -     |         |  |

| Quito 26 agosto 1992                                               | El Nacional | 4 – 1 | Grêmio | Atahualpa |
| \| \| \| \| \| Hurtado Castañeda Guerrero Chalá \| Marcatori \| \| |             |       |        |           |
|                                                                    |             |       |        |           |
| Hurtado Castañeda Guerrero Chalá                                   | Marcatori   | Gol   |        |           |

| La Plata 26 agosto 1992                                                             | Gimnasia La Plata | 3 – 1  | Peñarol | Juan Carmelo Zerillo |
| \| \| \| \| \| Morant 31’ Guerra 37’ (rig.) Fernández 40’ \| Marcatori \| Recoba \| |                   |        |         |                      |
|                                                                                     |                   |        |         |                      |
| Morant 31’ Guerra 37’ (rig.) Fernández 40’                                          | Marcatori         | Recoba |         |                      |

| Arbitro: | Escobar |

|                                           |           |  |
| Alfinete 32’ Aílton 34’ Sérgio Araújo 70’ | Marcatori |  |

### Semifinali

#### Andata
| Asunción 2 settembre 1992 | Olimpia | 0 – 0 | Gimnasia La Plata | Manuel Ferreira |

| Arbitro: | Pérez Hoyos |

|                     |           |  |
| Guerrero 30’ (rig.) | Marcatori |  |

#### Ritorno
| La Plata 9 settembre 1992                        | Gimnasia La Plata    | 0 – 0 | Olimpia | Juan Carmelo Zerillo |
| \| \| \| \| \| - \| Tiri di rigore 0 – 3 \| - \| |                      |       |         |                      |
|                                                  |                      |       |         |                      |
| -                                                | Tiri di rigore 0 – 3 | -     |         |                      |

| Arbitro: | Bava |

|                                |           |  |
| Aílton 29’ Quiñónez 64’ (aut.) | Marcatori |  |

### Finale

#### Andata
| Arbitro: | Silva |

| |            | |
| Negrini 30’, 58’ | Marcatori  | |
| · João Leite P · Humberto P · Alfinete D · Luís Eduardo D · Ryuler D · Paulo Roberto D · Éder Lopes C · Moacir C · Negrini C · Sérgio Araújo A · Aílton A · Claudinho A | Formazioni | · P Goycochea · D Cáceres · D Ramírez · D Núñez · D Suárez · C Jara · C V. Sanabria · C Campos · C González · C Meza · A Amarilla · A Samaniego · A Sanabria |
| Procópio Cardoso | Allenatori | Perfumo |

#### Ritorno
| Arbitro: | Filippi |

| |            | |
| Caballero 58’ | Marcatori  | |
| · Goycochea P · Cáceres D · Meza C · Ramírez D · Núñez D · Suárez D · Jara C · V. Sanabria C · Campos C · Caballero A · González C · M. Sanabria A · Samaniego A | Formazioni | · P João Leite · D Alfinete · D Luís Eduardo · D Ryuler · D Paulo Roberto · C Éder Lopes · C Moacir · C Negrini · D André Figueiredo · A Sérgio Araújo · A Aílton · C Toninho Pereira · A Claudinho |
| Perfumo | Allenatori | Procópio Cardoso |